# Sotnyćkyj Kozaczok
Sotnyćkyj Kozaczok (ukr. Сотницький Козачок) – wieś na Ukrainie, w obwodzie charkowskim, w rejonie bogoduchowskim, w hromadzie Zołocziw. W 2015 liczyła 26 mieszkańców.